# Om de zăpadă

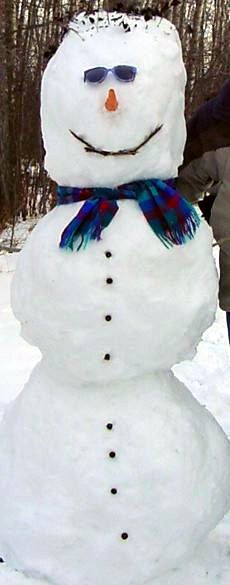
Un om de zăpadă

Un om de zăpadă este o sculptură din zăpadă compactă, cu aparență umană, și de dimensiuni foarte variabile. Ca și castelele de nisip, omul de zăpadă aparține categoriei artei efemere. Este confecționat din doi sau trei bulgări mari de zăpadă, de dimensiuni variabile.

## Istoric
Primele mențiuni scrise care atestă oameni de zăpadă datează din secolul al XVI-lea (de exemplu, în scrierile lui Shakespeare). Ca personaj popular, omul de zăpadă apare într-o culegere de poezioare pentru copii apărută în 1770, la Leipzig. Abia la începutul secolului al XX-lea, omul de zăpadă este asociat cu sărbătorile de sfârșit de an.
Cel mai mare om de zăpadă din lume a fost modelat în anul 1999 în Bethel, un orășel din statul american Maine. L-au botezat „Angus, regele muntelui” în cinstea guvernatorului de pe atunci al statului, Angus King. Angus, omul de zăpadă, avea o înălțime de aproape 35 m și o greutate de peste 4000 de tone. La construirea lui s-au folosit mai mult de 5600 de metri cubi de zăpadă. Morcovul-nas a fost, de fapt, o structură de doi metri din sârmă și pânză. Șase anvelope de automobil au fost necesare pentru a i se contura gura, iar în loc de nasturi i-au fost lipite pe piept trei anvelope de tractor. El a fost construit de elevii școlii elementare din Bethel.

## Confecționarea omului de zăpadă
Construcția unui om de zăpadă este o ocupație plăcută pentru copii și adulți, în general practicată în perioadele anului în care zăpada este disponibilă din abundență.
În cultura occidentală, și în emisfera nordică, omul de zăpadă este un simbol al Crăciunului și al iernii.
El este format din 3 bulgări mari de zăpadă, de obicei un morcov pentru nas, doua mături pentru mâini și cărbuni pentru nasturi. Poate să atingă dimensiuni de la câțiva cm până la 2-3 m.

## Alte denumiri
Omul de zăpadă este cunoscut în Lituania sub numele de „Omul fără minte”. În Japonia, se numește „Yuki Daruma”, poartă pe cap o găleată răsturnată și are o strânsă legătură cu budismul.

## Unicode
În Unicode, simbolul « om de zăpadă » este U+2603. (☃).

## Galerie de imagini

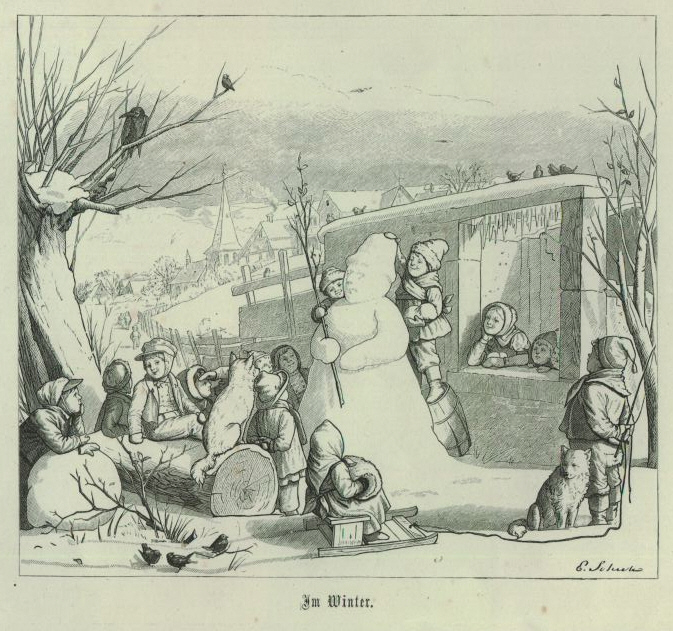
Om de zăpadă înconjurat de copii; ilustrație din 1867
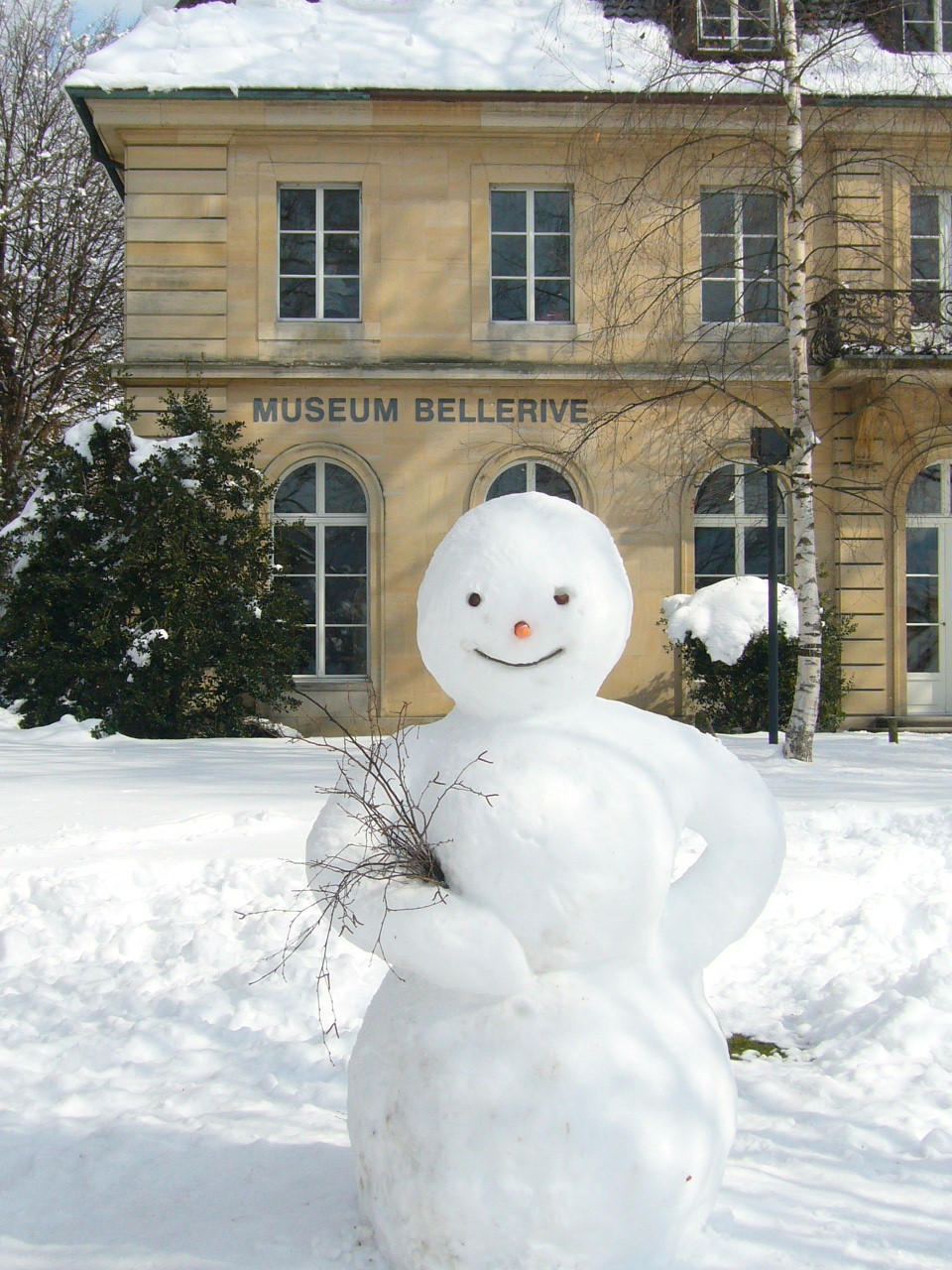
Un om de zăpadă clasic, în Elveția
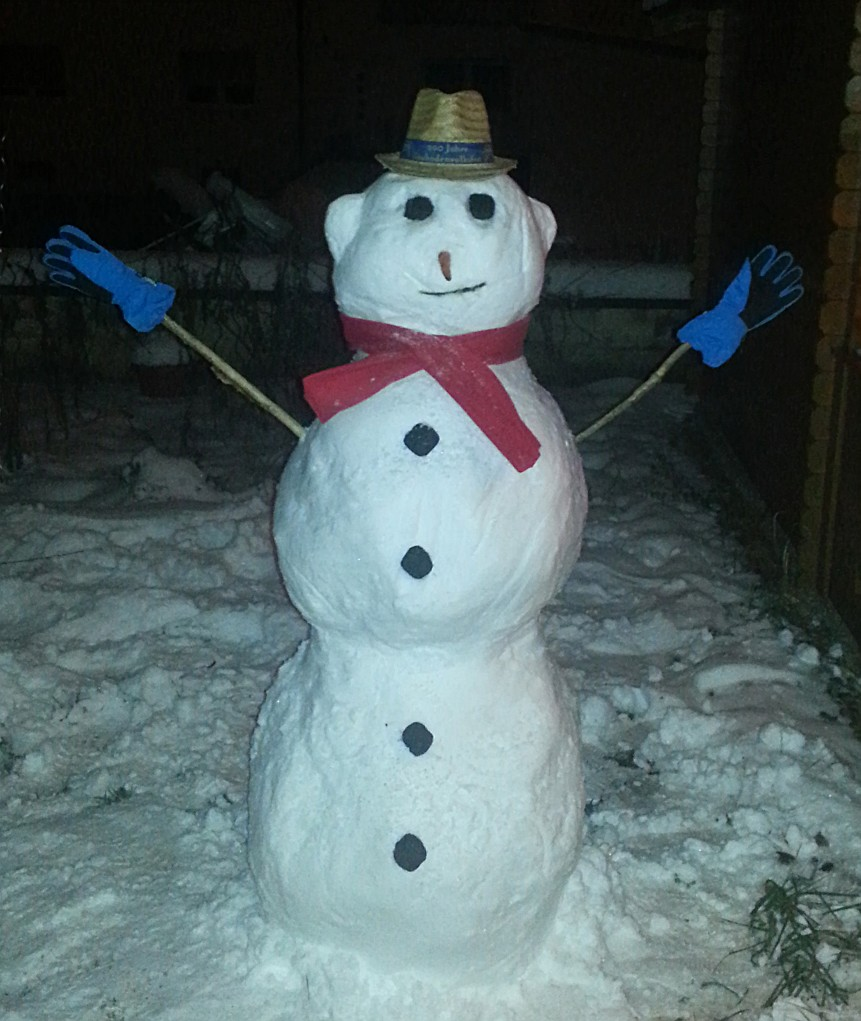
Om de zăpadă în Germania
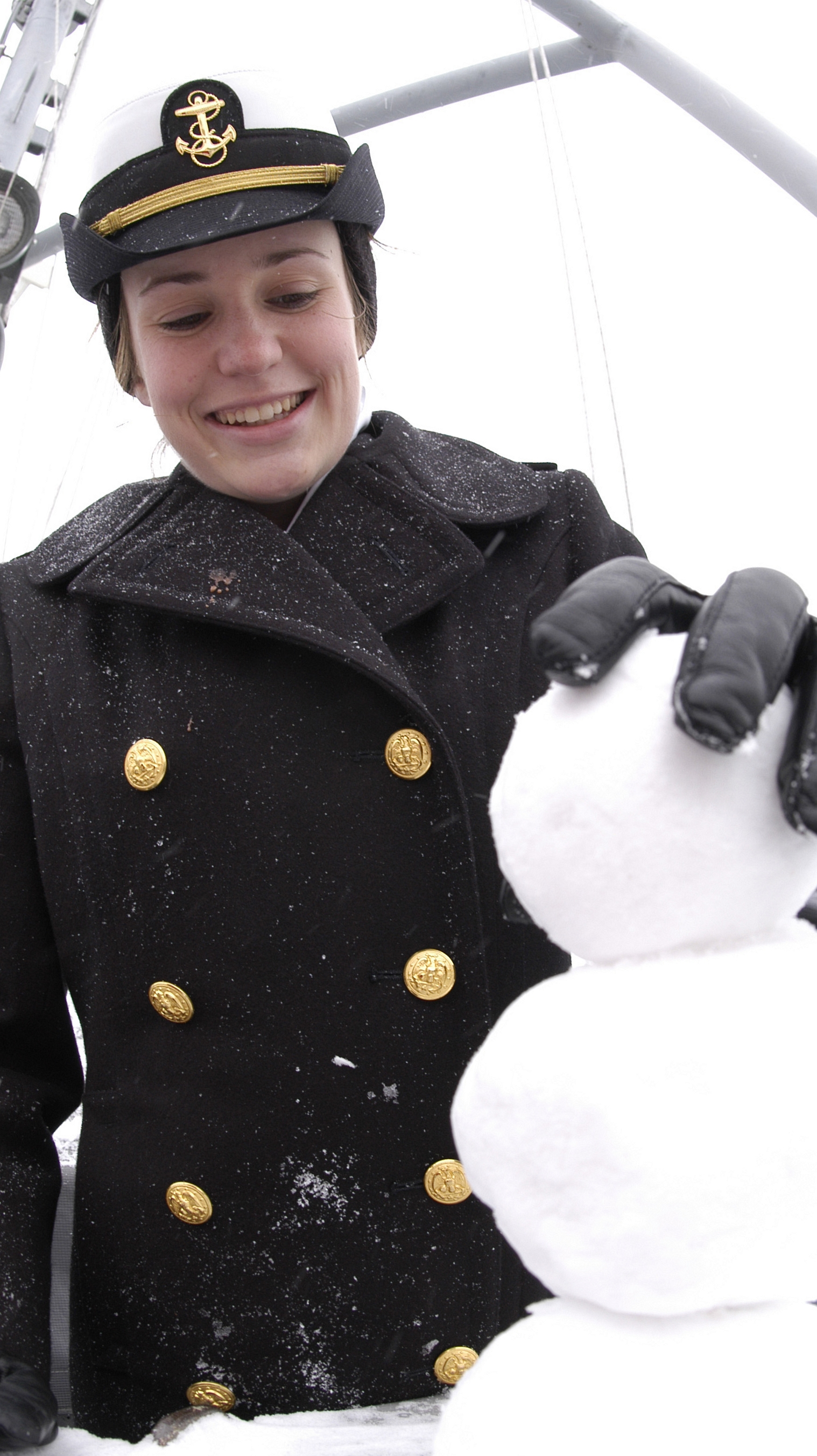
Mic om de zăpadă
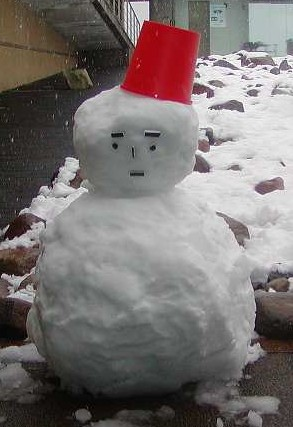
Om de zăpadă în Japonia (Yuki Daruma)
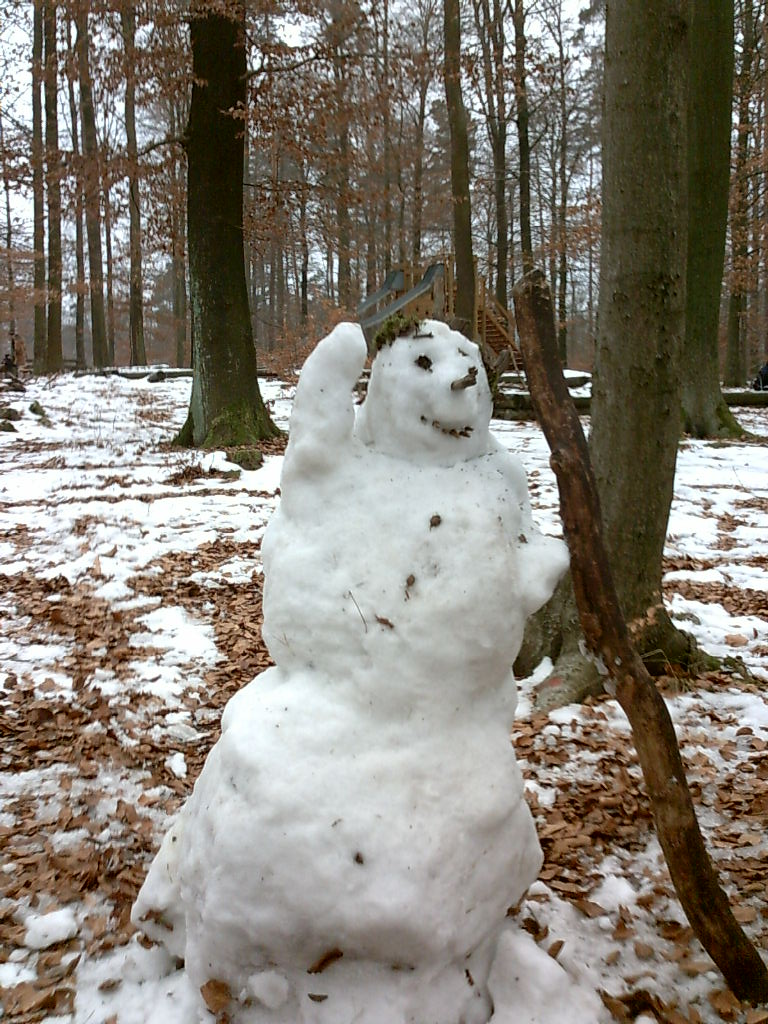
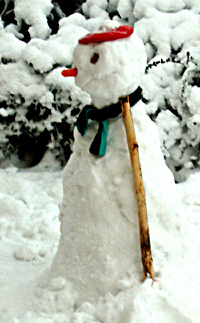
Om de zăpadă în Danemarca
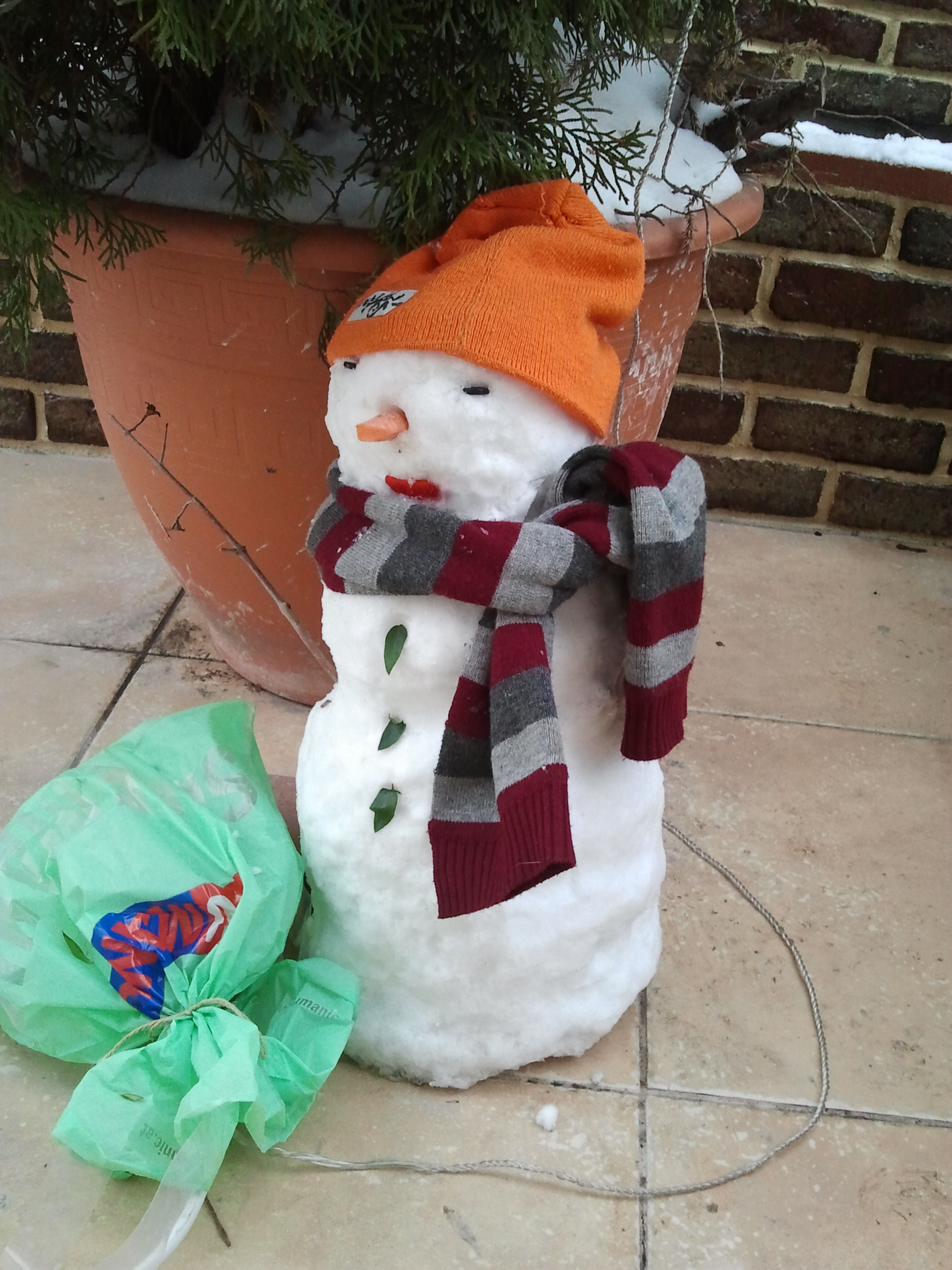
Om de zăpadă cu căciulă și fular în România, anul 2012
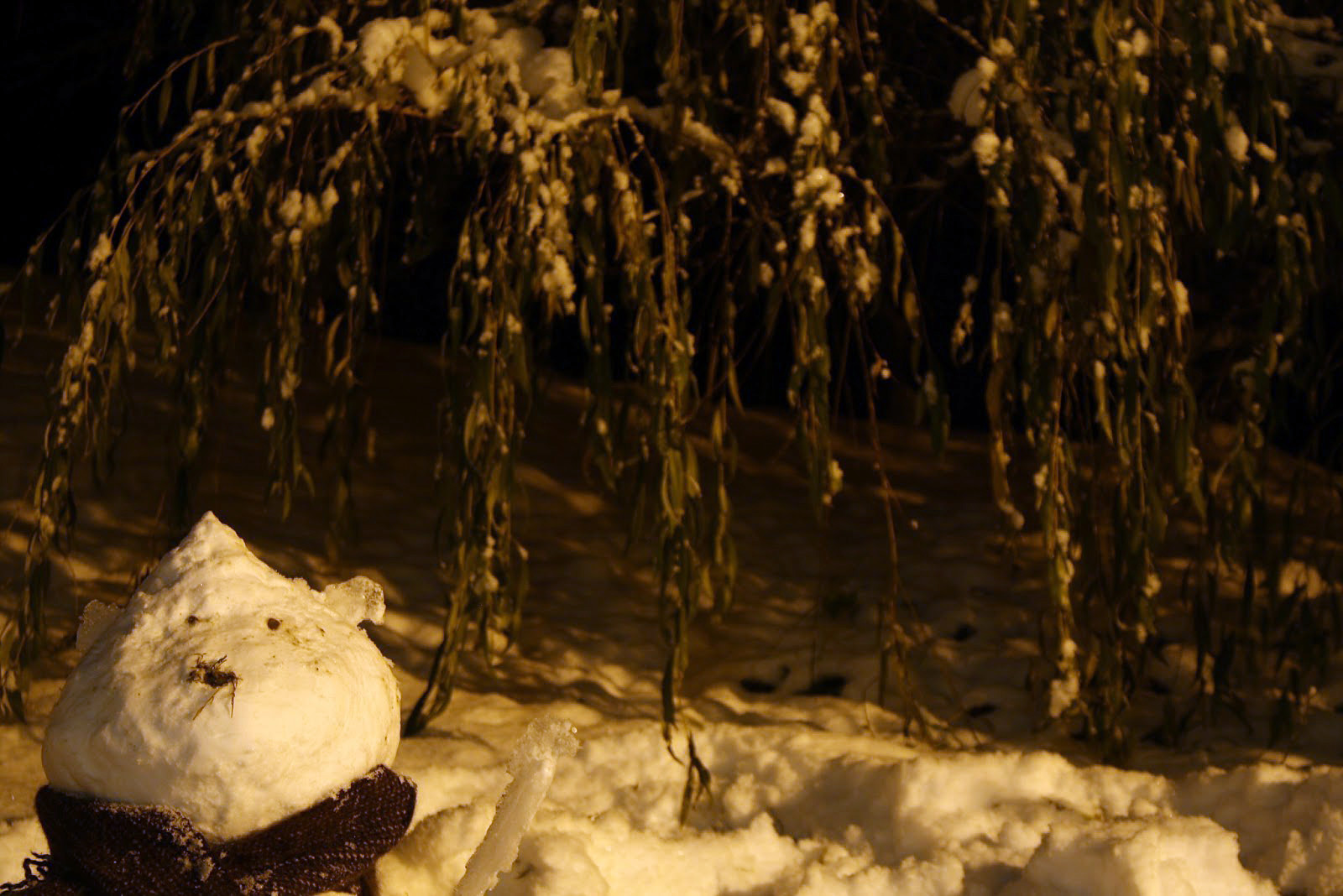
Om de zăpadă cu fular, în proces de topire